# Amphipterum fuscum
Amphipterum fuscum là một loài dương xỉ trong họ Hymenophyllaceae. Loài này được Blume Copel. mô tả khoa học đầu tiên.